# آدامس بادکنکی (مجموعه تلویزیونی)
آدامس بادکنکی (انگلیسی: Bubble Gum، کره‌ای: 풍선껌) یک مجموعه تلویزیونی کره جنوبی سال ۲۰۱۵ با بازی لی دونگ ووک، جونگ ریو وون، لی جونگ هیوک و پارک هی بن است. این سریال از ۲۶ اکتبر تا ۱۵ دسامبر ۲۰۱۵، دوشنبه و سه‌شنبه‌ها ساعت ۲۳:۰۰ (کی‌اس‌تی) از تی‌وی‌ان برای ۱۶ قسمت پخش شد.